# Asturias (Cebu)
Asturias è una municipalità di prima classe delle Filippine, situata nella Provincia di Cebu, nella Regione del Visayas Centrale.
Asturias è formata da 27 baranggay:
- Agbanga
- Agtugop
- Bago
- Bairan
- Banban
- Baye
- Bog-o
- Kaluangan
- Lanao
- Langub
- Looc Norte
- Lunas
- Magcalape
- Manguiao

- New Bago
- Owak
- Poblacion
- Saksak
- San Isidro
- San Roque
- Santa Lucia
- Santa Rita
- Tag-amakan
- Tagbubonga
- Tubigagmanok
- Tubod
- Ubogon